# ケビン・マクヘイル
ケビン・エドワード・マクヘイル (Kevin Edward McHale, 1957年12月19日 - ) は、アメリカ合衆国・ミネソタ州ヒビング出身の元プロバスケットボール選手。全米プロバスケットボール協会 (NBA) のボストン・セルティックス一筋で活躍した。選手時代は主にパワーフォワードでプレーし、セルティックスの3度の優勝に貢献した。俊敏かつ多彩な動きにより、ゴール下で得点する技術はしばしば史上最高と評される。
1996年に「NBA史上の偉大な50人の選手」の1人に選ばれ、1999年にはバスケットボール殿堂入りを果たした。2021年には「NBA史上の最も偉大な75人の選手」に選出され、栄光を称えられた。

## 生い立ちと学生時代
地元のヒビング高校に進学した時、マクヘイルの身長は180センチに満たず、もっぱらホッケーを好んでいた。高校在籍中に身長が30センチ近く伸び、学校のバスケットボール部で活躍する存在になっていた。身長が高くなったマクヘイルを、チームはインサイドのみならずアウトサイドのプレイもできるよう指導した。彼のチームは州の優勝を争うほどになり、大会で活躍したマクヘイルは最優秀選手に相当する「ミスター・バスケットボール」を受賞した。
高校を卒業したマクヘイルは、奨学金を得てミネソタ大学へ進学。大学でプレイした4年間、マクヘイルのフィールドゴール成功率は5割を超えていた。
4年生の時には、ボストン・セルティックスのレッド・アワーバックなどNBA関係者が注目する選手になっていた。

## ボストン・セルティックス

### キャリア初期

#### 「史上最も不公平なトレード」
1980-81シーズン開幕前のドラフトで、ボストン・セルティックスは前年度に指名したラリー・バードの活躍により勝率リーグ1位の好成績を残しながら、トレードで獲得していた指名権が全体1位となる幸運に見舞われていた。当時セルティックスの社長を務めていたレッド・アワーバックは、当初バージニア大学で1年目を終えたばかりのラルフ・サンプソンに目をつけ、ノーマークだった彼を一本釣りしようとしていたが、ひとまず大学に残る道を選んだ彼の選択によりこの計画は頓挫していた。
そこでアワーバックが目をつけたのがマクヘイルであった。世間のドラフト前評価ではセンターのジョー・バリー・キャロルがこのドラフトでの1位指名候補筆頭と目されていたが、アワーバックはマクヘイルの方を高く評価していた。そこで彼はゴールデンステート・ウォリアーズにトレードを持ちかけ、1位指名権と13位指名権を放出する代わりに、ウォリアーズからセンターのロバート・パリッシュと3位指名権を得た。当時パリッシュは比較的地味な選手と目されていたが、アワーバックはストイックで思慮深いパリッシュはバードの片腕に最適な選手の1人だと惚れ込んでいた。またウォリアーズが1位指名権を獲得すればキャロルを指名する事が予想され、そうすればポジションの被るパリッシュをウォリアーズが保持し続けるメリットは薄くなること、またマクヘイルは1位から3位まで指名権を落としても残っているだろうというアワーバックの読みにより実行されたトレードダウンでもあった。
この読み通り、ウォリアーズは1位でキャロルを指名し、セルティックスは3位でマクヘイルを獲得した。
結果としてこの一連の動きにより、セルティックスは1980年代の繁栄をラリー・バードと共に支えるケビン・マクヘイル、ロバート・パリッシュという後の殿堂入り選手2名をチームに加えることとなり、NBA歴代屈指のBIG3の結成に成功した。
また、キャロルがその後ドラフト全体1位指名としては物足りないキャリアに終わったこともあり、後世このセルティックスとウォリアーズのトレードは「史上最も不公平なトレード」と称されるようになった。

#### 「6番目の男」
マクヘイルが入団した当時のセルティックスでは、同じポジションでセドリック・マクスウェルが活躍しており、マクヘイルはベンチから出場するチームで6番目の主力選手、すなわち「シックススマン」として貢献した。パリッシュ、マクスウェル、マクヘイル、バードからなる強力なフロントラインを擁するセルティックスは、このシーズンNBAファイナルでヒューストン・ロケッツを破り、80年代で最初の優勝を果たした。効果的な活躍でチームを支えたマクヘイルは、新人のシーズンにオールルーキーファーストチーム入りを果たした。
続く数シーズン、マクヘイルは出場時間と個人成績を毎年伸ばしていった。彼の能力はまずディフェンス面で評価され、1983年にはオールディフェンシブセカンドチームに入賞した。これはディフェンスにおいてリーグでも優秀な10名に選ばれたことを意味する。

#### 1984年
1983-84シーズン、マクヘイルはベンチからの出場ながら1試合平均31分の出場時間を得ており、得点は平均18.4点、リバウンドは7.4本を記録。全リーグで最も優秀な「シックススマン」に贈られる「NBAシックスマン賞」を受賞した。またこのシーズン、マクヘイルは初めてオールスター戦に出場。以後7年にわたりこのイベントで活躍した。
このシーズンのボストン・セルティックスはリーグ最高の62勝20敗を上げており、リーグ屈指の強豪の地位を確立していた。一方、80年代を通じてセルティックスと死闘を繰り広げるロサンゼルス・レイカーズももう一つの強豪チームだった。両チームは1984年のプレイオフを勝ち上がり、全米が注目する中NBAファイナルで対戦することになった。
シリーズ序盤の2試合は延長も含む白熱した展開となったが、ロサンゼルスで行われた第3戦でセルティックスは104対137と大敗を喫した。チームリーダーのラリー・バードは、マスコミを通じて腑甲斐ないセルティックスを強く批判した。
これに鼓舞されたセルティックスのメンバーは第4戦で奮闘した。そしてこの試合中にマクヘイルが行ったプレイが、シリーズに大きな影響を及ぼすことになった。ゴール下に突進したマクヘイルの腕がレイカーズのカート・ランビスの首に絡まり、ランビスを激しく転倒させた。このプレイで試合は乱闘寸前まで荒れることになった。延長に突入した激戦をセルティックスが押し切り、シリーズは2勝2敗のタイとなった。
のちに数名の関係者やマスコミの一部は、マクヘイルのラフプレイがシリーズの転機になったと評している。セルティックスのセドリック・マクスウェルは、「レイカーズは好きな時に道路を横断していたが、マクヘイルのラフプレイ以降は立ち止まって左右を確認し、押しボタンを押してから道路を渡るようになった」とコメントした。レイカーズのマジック・ジョンソンは、ラフプレイ以降レイカーズはセルティックスのディフェンスに怯むようになったと振り返っている。
シリーズは第7戦までもつれ込み、最終戦を制したセルティックスが80年代で2度目の優勝を手にした。

### キャリア中期以降

#### 全盛期

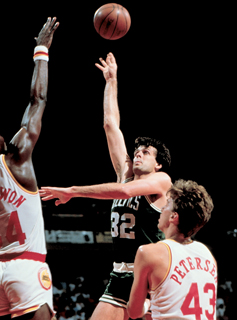
1986年NBAファイナル

翌1984-85シーズン、マクヘイルの平均得点は19.8、平均リバウンド数は9本だった。マクヘイルは2年連続で「シックススマン賞」を受賞。セルティックスは63勝19敗でリーグ首位の成績、前シーズンに続いてNBAファイナルでロサンゼルス・レイカーズと対決した。この年は2勝4敗でセルティックスが敗れた。
続く1985-86シーズンに先立ち、セルティックスはセドリック・マクスウェルをトレードした。先発で出場することになったマクヘイルは、平均21.3得点、8.1リバウンドを記録。ディフェンス面での評価はさらに高まり、オールNBAディフェンシブファーストチームに選ばれた。マクヘイルは俊敏で技巧的な動きを見せるようになり、ゴール下で彼を止めるのは相手チームにとって至難の業となっていった。
このシーズンのセルティックスは、史上屈指の勝ち数となる67勝を達成。ラリー・バードが3年連続でMVPに選ばれ、センターのロバート・パリッシュやビル・ウォルトンは効果的に機能していた。バード、マクヘイル、パリッシュは史上最高のフロントラインと呼ばれ、セルティックスは史上最強のチームと評されていた。ヒューストン・ロケッツと対戦したNBAファイナルをセルティックスは4勝2敗で勝利し、80年代で3度目の優勝を果たした。
翌1986-87シーズン、マクヘイルの平均得点は26.1とキャリア最高を記録し、リバウンドは平均9.9本だった。フィールドゴール成功率は6割4厘と驚異的な数字となり、リーグ首位となった。フリースロー成功率は83.6%で、両部門で6割と8割を超えた史上初めての選手となった。マクヘイルはこのシーズン、オールNBAファーストチームに選ばれた。
個人成績や受賞に関してこのシーズンがマクヘイルにとってのハイライトとなったが、同時に怪我が彼を苦しめはじめた時期でもあった。マクヘイルは足首を痛めており、痛みをこらえながらプレイオフを戦わねばならなかった。このシーズン、セルティックスはまたもNBAファイナルに勝ち上がり、レイカーズと4年間で3度目となる対決となったが、マクヘイルは怪我の影響で存分にプレイできなかった。シリーズは4勝2敗でレイカーズの勝利となった。NBAファイナル終了後、マクヘイルは足首の手術を受けた。

#### 怪我と引退
次の1987-88シーズンが始まってもマクヘイルの足は完治しておらず、合計で18試合を欠場した。平均得点は22.6点をマーク、フィールドゴール成功率は前シーズンに続き6割4厘でリーグ首位だった。この時期にはラリー・バードも怪我をおしながらプレイしており、ボストン・セルティックスの権勢にかげりが見え始めていた。同じ地区ではデトロイト・ピストンズが台頭しており、このシーズンのプレイオフでセルティックスはついにピストンズに敗退した。
以降の数シーズン、マクヘイルは足首に問題を抱えながらプレイを続けた。1989-90シーズンは全82試合に出場したが、その後は欠場する試合も増え、個人成績も徐々に下がっていった。セルティックスは、同じ東地区ではデトロイト・ピストンズやシカゴ・ブルズに押されるようになり、優勝からは遠ざかっていった。
1992-93シーズン、マクヘイルの平均得点は10.7、リバウンドは平均5本で、デビュー当時の水準にまでなっていた。プレイオフでは奮戦したものの、セルティックスはシャーロット・ホーネッツに敗退。シーズン終了後、マクヘイルは引退した。

## プレイスタイルと記録
13年間にわたったマクヘイルの選手生活で、現在も最も評価が高いのはゴール下での得点技術である。マクヘイルほどの多彩なステップワークや巧みなフェイクの技術、バリエーションに富んだシュートのパターンを持つ選手は歴史的にも稀である。ゴール下でマクヘイルがボールを持った時、相手チームは二人の選手で、時には3人で止めようとしたが、マクヘイルはしばしばこれをかわし得点した。
マクヘイルは現役時代を通じ、フィールドゴールの成功率が非常に高い選手だった。キャリア中期に6割を超えたシーズンが2度あったのを初めとして、成功率が5割を下回ったのはキャリア最後の1年間だけだった。生涯のフィールドゴール成功率は55.4%である。
マクヘイルは優秀なディフェンダーでもあった。身長に比べても腕が非常に長く、しばしば相手選手を苦しめた。同じ時代に同じ地区のフィラデルフィア・セブンティシクサーズで、同じパワーフォワードのポジションでプレイしていたチャールズ・バークレーは、最も手強いディフェンダーとしてマクヘイルを挙げている。マクヘイルはリーグで最も優秀なディフェンダー5名であるオールNBAディフェンシブファーストチームに1986年から3年連続で選ばれている。同セカンドチームにも3度選出されている。
1993年に引退した時点での生涯通算得点は17,335点で、ジョン・ハブリチェック、ラリー・バード、ロバート・パリッシュに次いでボストン・セルティックス史上第4位である。生涯通算リバウンド数は7,122、ブロック数は1,690本。
引退後の1994年1月に、マクヘイルの背番号32はボストン・セルティックスの永久欠番となった。1996年にはNBA創設50周年を記念した「50人の偉大な選手」の一人に選ばれ、1999年にはバスケットボール殿堂入りを果たした。

## 現役引退後
引退後のマクヘイルは故郷のミネソタ州に戻り、テレビの解説者兼スペシャルアシスタントとしてミネソタ・ティンバーウルブズに加わった。その後アシスタント・ジェネラルマネージャーという役職に昇進し、1995年には同チームのバスケットボール部門副社長となった。マクヘイルはこの役職でチーム選手の人事に関連する仕事を引き受けることになった。
マクヘイルがティンバーウルブズの選手を選考する仕事に就いて以降、最も重要な動きとなったのはケビン・ガーネットの獲得である。マクヘイルとティンバーウルブズは1995年に、当時高校を卒業したばかりだったガーネットを全体5位で指名した。高校を卒業して直接NBA入りする選手は20年来のことだった。
ガーネットの指名は、リーグにいくつかの重要な影響を及ぼすことになった。一つには、ガーネットがNBAで成功を収めつつあることが明らかになると、当時議論を呼んでいた選手の低年齢化の傾向がいっそう強まることになった。ガーネット以降、コービー・ブライアントやクワミ・ブラウン、レブロン・ジェームズなどのように、大学に進学せずにNBAのチームから上位指名を受ける選手が次第に増えていった。
もう一つの影響は、選手年俸の高騰である。1998年に、ティンバーウルブズはガーネットと総額で1億2,600万ドルの契約を結んだ（マクヘイルらと交渉を行ったのはガーネットではなく、エージェントのデビッド・フォークである）。ガーネットは1シーズン当たりおよそ2,000万ドルほどの年俸を得ることになった。同じ時期にこの額を超えていたのはマイケル・ジョーダン（前シーズンに引退）とシャキール・オニールのみであった。
ガーネットは非常に才能のある選手で、チームに一定以上の貢献をしていたが、まだジョーダンやオニールの業績と比べられる段階ではなかったため、この契約は様々な波紋を呼んだ。ガーネットの契約をきっかけにリーグの他の選手がさらなる年俸を要求しはじめたばかりか、この年の夏には選手側とNBAのチームオーナーの交渉が難航し「ロックアウト」（雇用側が選手を施設から締め出す措置）が発生、翌シーズンの開始が半年以上ずれこむことになった。
ガーネットが多額の年俸を得たこともあり、ティンバーウルブズは才能ある選手を集めることが難しくなっていた。ガーネットを中心にチームは成長していたが、プレイオフの1回戦を突破できない状態が7年続いた。
2004-05シーズンにはチーム成績が芳しくなく、マクヘイルはフリップ・ソーンダーズ監督を解雇し、短期間ティンバーウルブズの監督を務めた。その期間チームは19勝12敗の成績で、プレイオフ出場を果たせずシーズンが終わるとマクヘイルは監督の役職を退いた。

## 個人成績

### レギュラーシーズン
| シーズン     | チーム       | GP  | GS  | MPG  | FG%   | 3P%  | FT%  | RPG | APG | SPG | BPG | PPG  |
| ------------ | ------------ | --- | --- | ---- | ----- | ---- | ---- | --- | --- | --- | --- | ---- |
| 1980–81†     | BOS          | 82  | 1   | 20.1 | .533  | .000 | .679 | 4.4 | 0.7 | 0.3 | 1.8 | 10.0 |
| 1981–82      | BOS          | 82  | 33  | 28.4 | .531  | -    | .754 | 6.8 | 1.1 | 0.4 | 2.3 | 13.6 |
| 1982–83      | BOS          | 82  | 13  | 28.6 | .541  | .000 | .717 | 6.7 | 1.3 | 0.4 | 2.3 | 14.1 |
| 1983–84†     | BOS          | 82  | 10  | 31.4 | .556  | .333 | .765 | 7.4 | 1.3 | 0.3 | 1.5 | 18.4 |
| 1984–85      | BOS          | 79  | 31  | 33.6 | .570  | .000 | .760 | 9.0 | 1.8 | 0.4 | 1.5 | 19.8 |
| 1985–86†     | BOS          | 68  | 62  | 35.3 | .574  | -    | .776 | 8.1 | 2.7 | 0.4 | 2.8 | 21.3 |
| 1986–87      | BOS          | 77  | 77  | 39.7 | .604* | .000 | .836 | 9.9 | 2.6 | 0.5 | 2.2 | 26.1 |
| 1987–88      | BOS          | 64  | 63  | 37.3 | .604* | -    | .797 | 8.4 | 2.7 | 0.4 | 1.4 | 22.6 |
| 1988–89      | BOS          | 78  | 74  | 36.9 | .546  | .000 | .818 | 8.2 | 2.2 | 0.3 | 1.2 | 22.5 |
| 1989–90      | BOS          | 82  | 25  | 33.2 | .549  | .333 | .893 | 8.3 | 2.1 | 0.4 | 1.9 | 20.9 |
| 1990–91      | BOS          | 68  | 10  | 30.4 | .553  | .405 | .829 | 7.1 | 1.9 | 0.4 | 2.1 | 18.4 |
| 1991–92      | BOS          | 56  | 1   | 30.4 | .509  | .000 | .822 | 5.9 | 1.5 | 0.2 | 1.1 | 13.9 |
| 1992–93      | BOS          | 71  | 0   | 30.4 | .459  | .111 | .841 | 5.0 | 1.0 | 0.2 | 0.8 | 10.7 |
| 通算         | 通算         | 971 | 400 | 31.0 | .554  | .261 | .798 | 7.3 | 1.7 | 0.4 | 1.7 | 17.9 |
| オールスター | オールスター | 7   | 0   | 17.9 | .500  | .500 | .857 | 5.3 | 1.1 | 0.1 | 1.7 | 8.7  |

### プレーオフ
| シーズン | チーム | GP  | GS | MPG  | FG%  | 3P%   | FT%  | RPG | APG | SPG | BPG | PPG  |
| -------- | ------ | --- | -- | ---- | ---- | ----- | ---- | --- | --- | --- | --- | ---- |
| 1981†    | BOS    | 17  | 0  | 17.4 | .540 | -     | .639 | 3.5 | 0.8 | 0.2 | 1.5 | 8.5  |
| 1982     | BOS    | 12  | 0  | 28.7 | .575 | -     | .755 | 7.1 | 0.9 | 0.4 | 2.3 | 16.2 |
| 1983     | BOS    | 7   | 1  | 25.3 | .548 | .000  | .556 | 6.0 | 0.7 | 0.4 | 1.0 | 11.1 |
| 1984†    | BOS    | 23  | 0  | 30.5 | .504 | .000  | .777 | 6.2 | 1.2 | 0.1 | 1.5 | 14.8 |
| 1985     | BOS    | 21  | 21 | 39.9 | .568 | -     | .807 | 9.9 | 1.5 | 0.6 | 2.2 | 22.1 |
| 1986†    | BOS    | 18  | 18 | 39.7 | .579 | .000  | .794 | 8.6 | 2.7 | 0.4 | 2.4 | 24.9 |
| 1987     | BOS    | 21  | 19 | 39.4 | .584 | -     | .762 | 9.2 | 1.9 | 0.3 | 1.4 | 21.1 |
| 1988     | BOS    | 17  | 17 | 42.1 | .603 | 1.000 | .839 | 8.0 | 2.4 | 0.4 | 1.8 | 25.4 |
| 1989     | BOS    | 3   | 3  | 38.3 | .488 | -     | .739 | 8.0 | 3.0 | 0.3 | 0.7 | 19.0 |
| 1990     | BOS    | 5   | 5  | 38.4 | .609 | .333  | .862 | 7.8 | 2.6 | 0.4 | 2.0 | 22.0 |
| 1991     | BOS    | 11  | 1  | 34.2 | .527 | .545  | .825 | 3.5 | 1.8 | 0.5 | 1.3 | 20.7 |
| 1992     | BOS    | 10  | 0  | 30.6 | .516 | .000  | .795 | 7.1 | 1.3 | 0.5 | 0.5 | 16.5 |
| 1993     | BOS    | 4   | 0  | 28.3 | .582 | -     | .857 | 7.1 | 0.8 | 0.5 | 1.8 | 19.0 |
| 通算     | 通算   | 169 | 85 | 33.8 | .561 | .381  | .788 | 7.4 | 1.6 | 0.4 | 1.7 | 18.8 |

## その他
マクヘイルと関わった人々は、彼が大柄な人物には珍しく陽気な性格であり、誰とでも親しく話せる人柄を持っていると評している。マクヘイルは仕事としてプレイしただけではなく、バスケットボールを愛好していた。
選手時代に同じボストン・セルティックスのスターだったラリー・バードとの関係は、時に人々の関心を集めることがある。記者で作家のデビッド・ハルバースタムによると、マクヘイルにとってバスケットボールは仲間との触れ合いを通じて人生を楽しむための手段であり、一方ラリー・バードはバスケットボール一筋の人物だった。このため、二人の間では微妙な緊張感が漂っていたと指摘している。
バードがバスケットボール殿堂入りの式典に際し、マクヘイルではなくビル・ウォルトンをエスコート役に選んだことで、人々はバードとマクヘイルが不仲なのではないかと噂した。ラリー・バードは、マクヘイルは親友というほどではないが不仲なわけでもなく、同じチームのスター選手だからと言って常にいっしょに出歩くわけではないと述べている。
1995年に、マクヘイルは出身校のミネソタ大学のバスケットボールチームによりチーム史上最高の選手に選ばれた。